# Tratado da Haia (1661)
Tratado da Haia (também conhecido como a Paz da Haia) foi um tratado de paz firmado entre Portugal e a República das Sete Províncias Unidas dos Países Baixos (os atuais Países Baixos), assinado na Haia em 6 de agosto de 1661. Com a assinatura do tratado, os territórios conquistados pela Holanda no Brasil, renomeados como Nova Holanda (ou Brasil Holandês) foram formalmente devolvidos a Portugal em troca de uma indenização de oito milhões de florins.

## História
Após a reconquista da Nova Holanda e com o fim da Primeira Guerra Anglo-Neerlandesa, a República Holandesa exige a colônia de volta em maio de 1654. Portugal não cede à exigência da República Holandesa. Johan de Witt não concorda com a atitude holandesa por achar o comércio mais importante do que a possessão de territórios. Por este motivo é assinado um tratado de paz em 6 de agosto de 1661 na Haia pelo qual a Nova Holanda foi vendida a Portugal por oito milhões de florins (equivalente a aproximadamente sessenta e três toneladas de ouro). Portugal cedeu o Ceilão (atual Sri Lanka) e as Malabar à República Holandesa e concedeu privilégios sobre o comércio açucareiro. Em troca a República Holandesa reconheceu a total soberania portuguesa sobre o Brasil e a Angola.
O tratado foi ratificado, em 24 de maio de 1662, pelos Estados Gerais e, em 3 de novembro de 1662, pelo Reino de Portugal. Apesar disso o tratado foi violado pela conquista holandesa de Malabar e, por esta razão, a paz foi definitivamente selada em 1663.[carece de fontes?]